# متحف القصر الوطني الكوري
متحف القصر الوطني في كوريا هو متحف وطني في كوريا الجنوبية يقع في قصر غيونغبوك في سول.

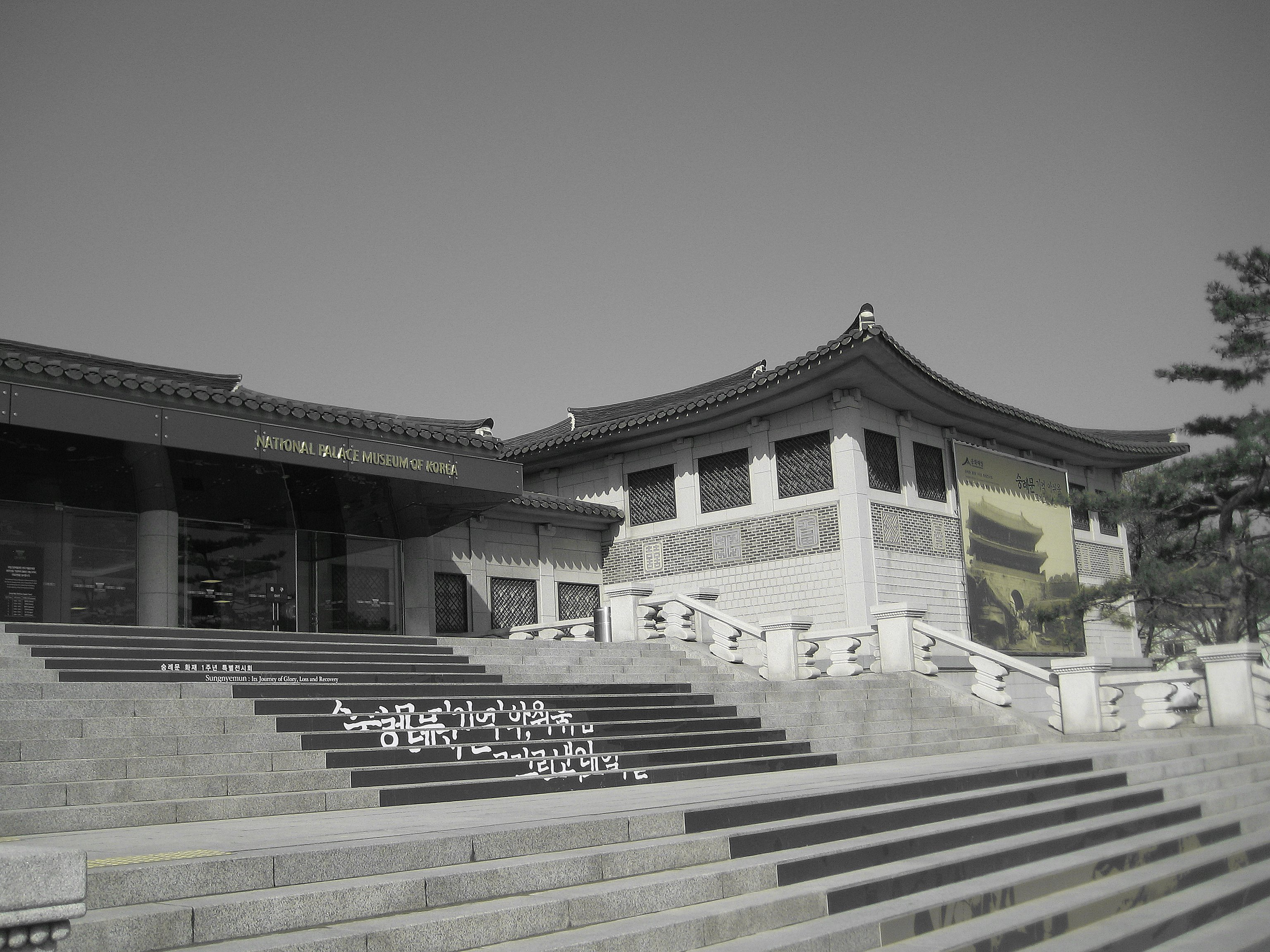
فبراير 2009

## المجموعة

### المعارض الدائمة

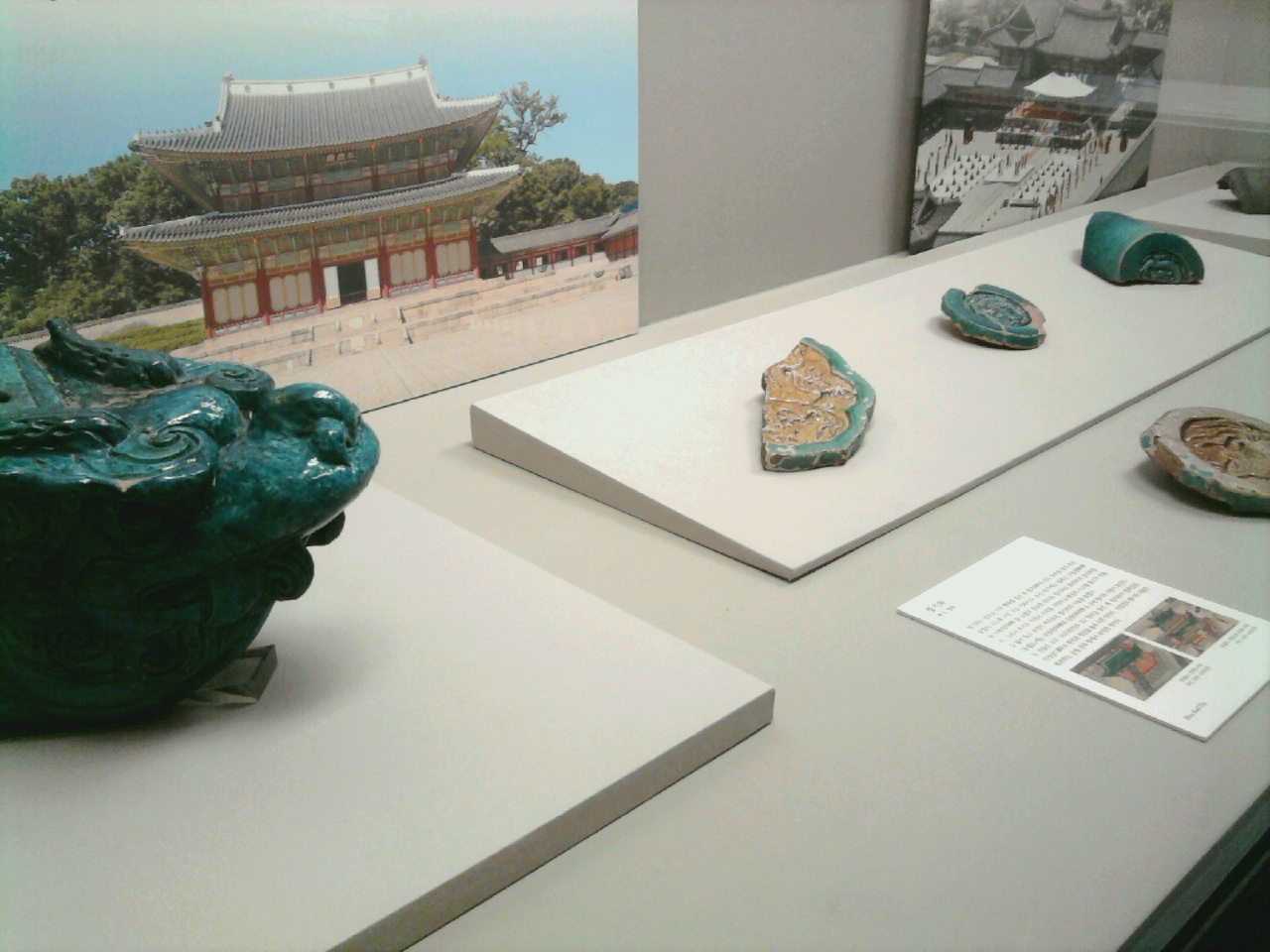
سقف القرميد الأزرق في المعرض

- التماثيل والمخطوطات الملكية
- علوم جوسون
- عمارة القصور
- الحياة الملكية
- الولادة الملكية والتعليم
- الثقافة العلمية الملكية
- الإمبراطورية الكورية
- رسومات الديوان الملكية
- موسيقى الديوان الملكية
- ساعة جوسون المائية

## وصلات خارجية
- National Palace Museum of Korea Official Site
- (بالكورية) Brief information about National Palace Museum of Korea